# Distrito de Napo
El distrito de Napo es uno de los 11 distritos de la provincia de Maynas, ubicada en el departamento de Loreto, perteneciente al departamento de Loreto, en el Perú.
Desde el punto de vista jerárquico de la Iglesia católica forma parte del  Vicariato Apostólico de San José de Amazonas.

## Geografía
La capital se encuentra situada a 139 m s. n. m. y cuenta con 2.685 habitantes.
Está conformada por 10 barrios: Barrio San Juan Bautista, Barrio Santa Rosa, Barrio Fray Martín, Barrio Jorge Chávez, Barrio Jaime Carranza, Barrio Nueva Primavera, Barrio 28 de Julio, Barrio Santa Eliza, Barrio Señor de los Milagros, Barrio San Antonio.

## Historia
Distrito creado el 2 de julio de 1943.

## Circuito Turístico
San Juan de la Libertad

## Geografía humana
En este distrito de la Amazonia peruana habitan las siguientes  etnias:
- Huitoto, grupo del mismo nombre autodenominado Meneca, Murui o Minane.
- Tucano, grupo Orejón autodenominado Maijuna.
- Zaparo, grupo Arabela, autodenominado Tapueyocuaca.
- Quechua, grupo Quechua del Napo,  autodenominado Napuruna / Kichwaruna.